# Schizotrope
Schizotrope est un groupe de rock expérimental français. Durant son existence, entre 1999 et 2001, il comprend le compositeur Richard Pinhas et l'écrivain Maurice G. Dantec.

## Biographie
Le groupe est foirmé en 1998 par Richard Pinhas. Le groupe est à l'origine appelé The Richard Pinhas and Maurice Dantec Schizospheric Experience, French Readings of Gilles Deleuze's Philosophy with Metatronic Music and Vocal Processors, né du désir d'honorer la mémoire du philosophe Gilles Deleuze mort en 1995.
Pinhas, pionnier du rock électronique, fondateur du groupe Heldon et ami de Deleuze, collabore à partir de 1998 avec Maurice G. Dantec, l'auteur cyberpunk, sur cet hommage. Le groupe signe au label Cuneiform Records. Puis, en 1999, Schizotrope sort son premier album studio, intitulé Le Plan, qui s'inspire donc des textes de Deleuze.
Sur scène comme sur leur troisième album, ils sont assistés par Antoine Paganotti (batterie, fils de Bernard Paganotti ancien bassiste de Magma). C'est dans cette formation que Richard Pinhas évolue en concert depuis 2002, en trio, sans le romancier franco-canadien.
Schizotrope sera poursuivi sous le nom de Richard Pinhas Band, collaborant avec des romanciers comme Hubert Selby, Norman Spinrad ou Rick Moody.

## Thèmes
Schizotrope est articulé autour des lectures de Deleuze par Dantec, notamment des passages de L'Anti-Œdipe et de Mille Plateaux mais il contient aussi des textes de Norman Spinrad (Passing through the Flame) et Maurice G. Dantec (un extrait des Racines du mal, le poème Dans le bus des ténèbres) ; les voix naturelles ou déformées y sont accompagnées de textures électroniques sombres et complexes où la guitare de Richard Pinhas apparait souvent transfigurée, tournoyant en boucles et manipulations auxquelles participe aussi parfois Dantec.

## Discographie
- 1999 : Le Plan (Cuneiform)
- 2000 : Schizotrope The Life and Death of Mary Zorn (Cuneiform)
- 2001 : Le Pli Schizotrope III (Emma / Night and Day)